# Epidendrum siphonosepaloides
Epidendrum siphonosepaloides là một loài thực vật có hoa trong họ Lan. Loài này được T.Hashim. mô tả khoa học đầu tiên năm 1986.